# Andrej Ladynin
Andrej Ladynin (russisk: Андрей Иванович Лады́нин) (født 14. januar 1938 i Moskva i Sovjetunionen, død 8. juli 2011 i Moskva i Rusland) var en sovjetisk filminstruktør, manuskriptforfatter og skuespiller.

## Filmografi
- Semejnoje stjastje (Семейное счастье, 1969)[1][2]